# Kópavogur
Kópavogur o Kópavogsbær ([ˈkʰoːupavɔɣʏr̥]ⓘ) es la segunda ciudad de Islandia en extensión. Se trata de un suburbio de la zona metropolitana de Reikiavik, en la región de Höfuðborgarsvæðið. Está en el sudoeste del país, entre la capital y la ciudad de Garðabær.

## Historia
Durante el monopolio danés establecido de 1602 a 1787 sobre toda la isla, la ciudad fue elegida en 1662 por el obispo Brynjólfur Sveinsson y Árni Oddsson (en representación del pueblo islandés) para firmar el acuerdo por el que se reconocía al monarca danés como soberano de isla.

### SigloXX
Hasta los años 1930 era una zona escasamente poblada, siendo más bien un lugar de recreo de los habitantes de Reikiavik.
Al convertirse en ciudad en 1955, Kópavogur pasó a crecer rápidamente hasta convertirse en una de las localidades más pobladas del país.

## Galería

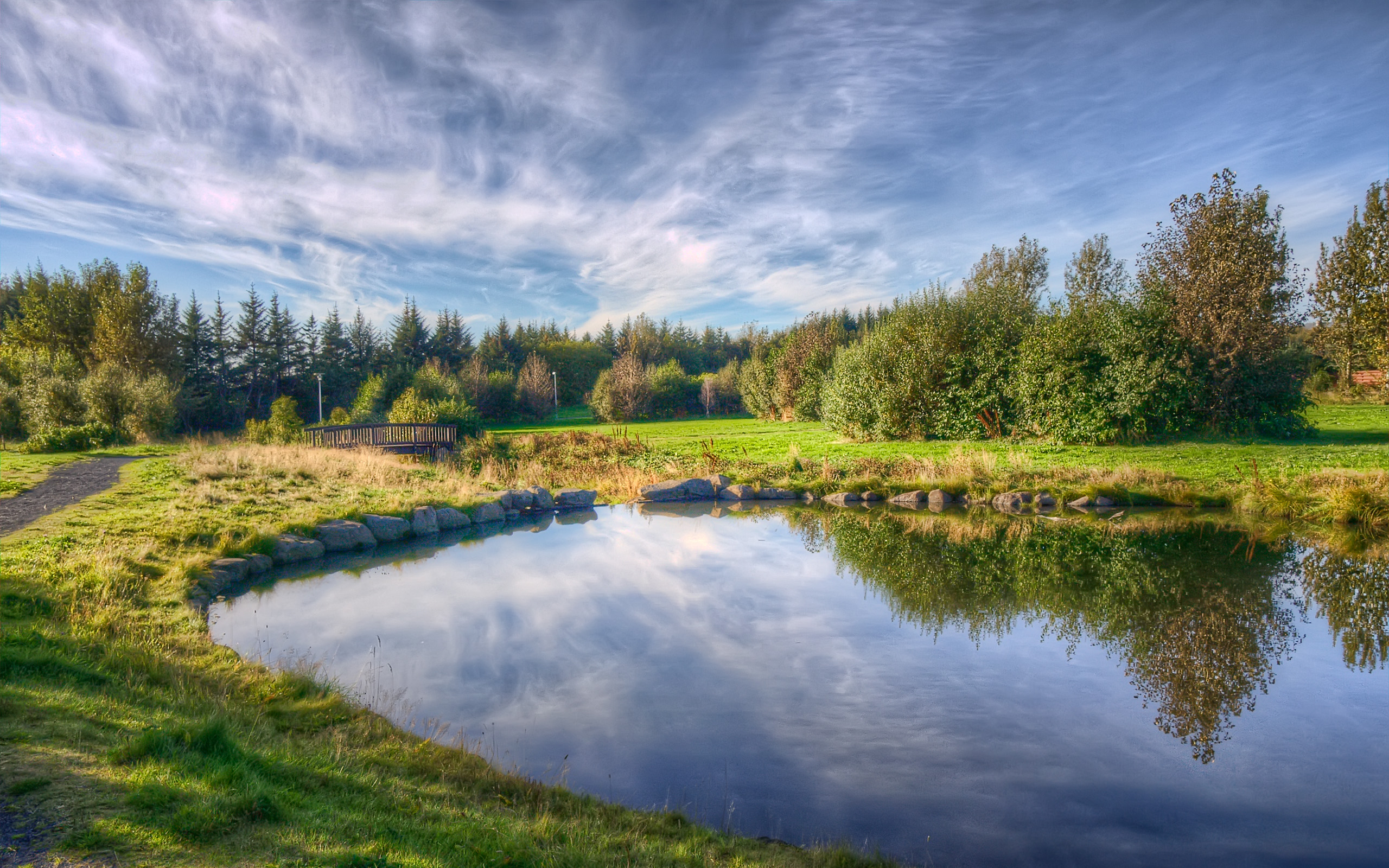
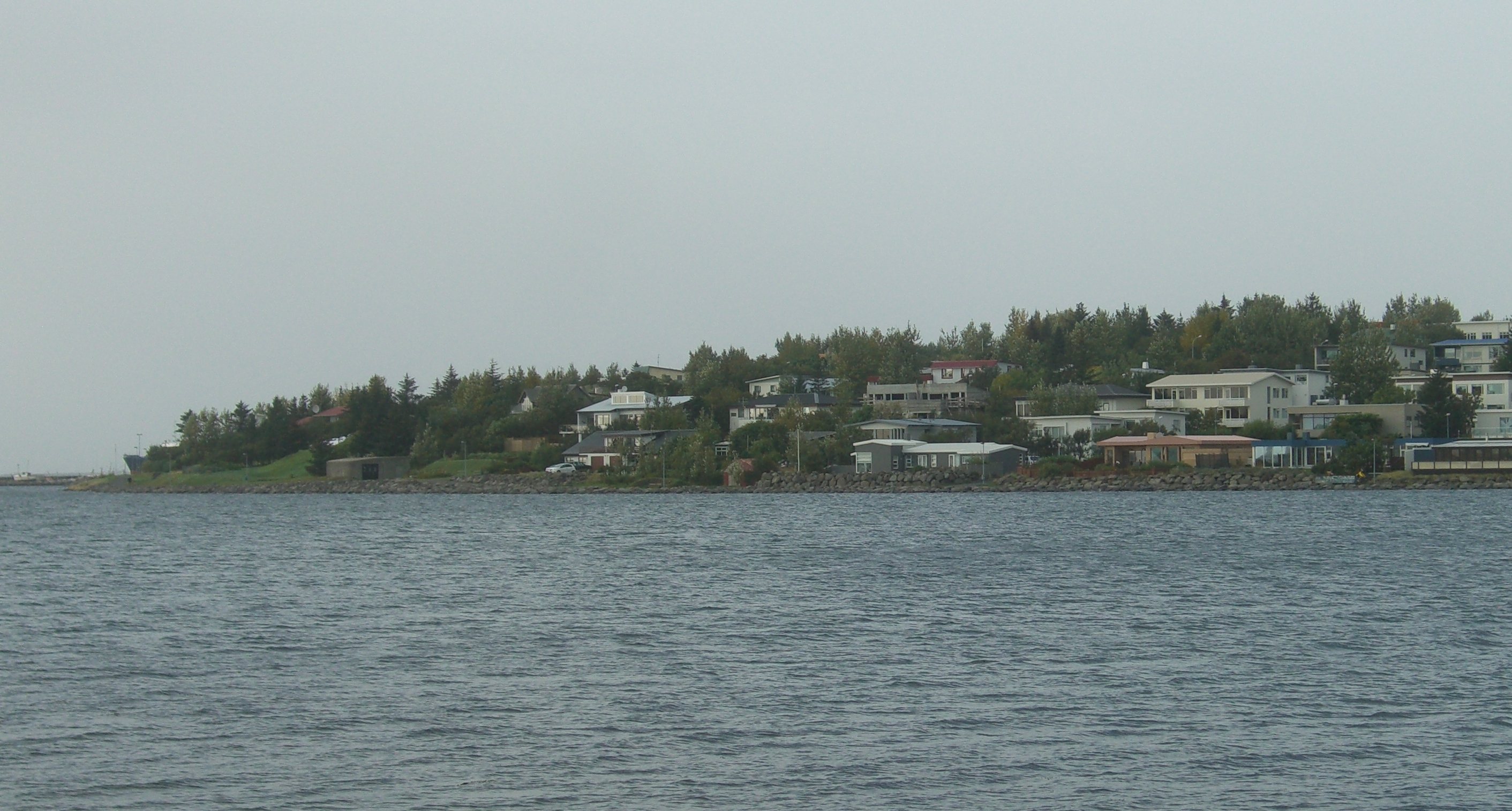
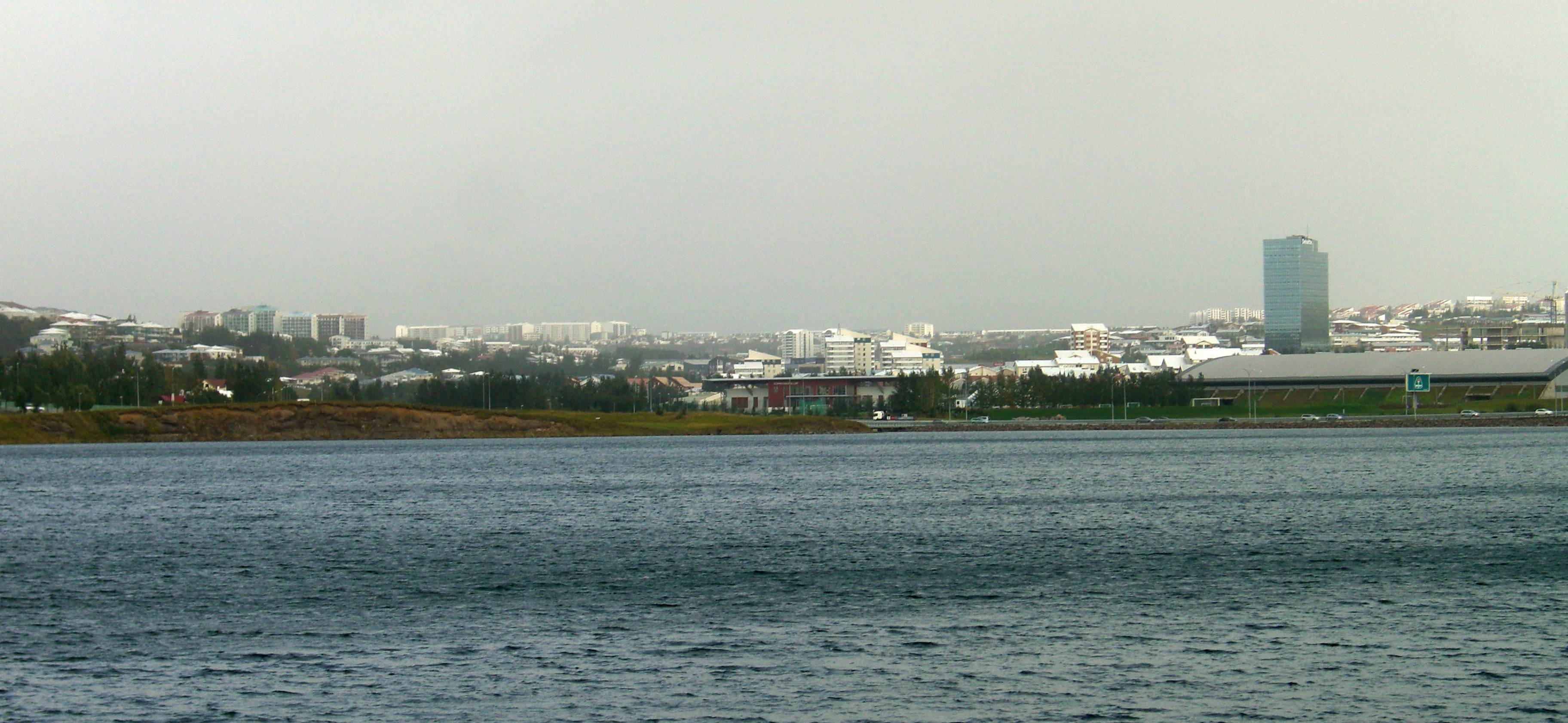

## Demografía
| Gráfica de evolución de Kópavogur entre 1940 y 2020 |
|                                                     |

## Clima
| Parámetros climáticos promedio de Kópavogur | Parámetros climáticos promedio de Kópavogur | Parámetros climáticos promedio de Kópavogur | Parámetros climáticos promedio de Kópavogur | Parámetros climáticos promedio de Kópavogur | Parámetros climáticos promedio de Kópavogur | Parámetros climáticos promedio de Kópavogur | Parámetros climáticos promedio de Kópavogur | Parámetros climáticos promedio de Kópavogur | Parámetros climáticos promedio de Kópavogur | Parámetros climáticos promedio de Kópavogur | Parámetros climáticos promedio de Kópavogur | Parámetros climáticos promedio de Kópavogur | Parámetros climáticos promedio de Kópavogur |
| Mes                                         | Ene.                                        | Feb.                                        | Mar.                                        | Abr.                                        | May.                                        | Jun.                                        | Jul.                                        | Ago.                                        | Sep.                                        | Oct.                                        | Nov.                                        | Dic.                                        | Anual                                       |
| ------------------------------------------- | ------------------------------------------- | ------------------------------------------- | ------------------------------------------- | ------------------------------------------- | ------------------------------------------- | ------------------------------------------- | ------------------------------------------- | ------------------------------------------- | ------------------------------------------- | ------------------------------------------- | ------------------------------------------- | ------------------------------------------- | ------------------------------------------- |
| Temp. máx. media (°C)                       | 3.0                                         | 3.5                                         | 5.0                                         | 8.6                                         | 11.5                                        | 13.8                                        | 15.0                                        | 16.0                                        | 12.8                                        | 9.5                                         | 6.3                                         | 4.3                                         | 9.1                                         |
| Temp. media (°C)                            | -2.1                                        | 0.4                                         | 3.6                                         | 5.1                                         | 7.5                                         | 9.8                                         | 10.5                                        | 11.7                                        | 8.3                                         | 5.7                                         | 3.8                                         | 1.3                                         | 5.5                                         |
| Temp. mín. media (°C)                       | -4.5                                        | -3.1                                        | -1.9                                        | 2.8                                         | 4.4                                         | 6.5                                         | 8.6                                         | 9.8                                         | 6.8                                         | 2.6                                         | -1.6                                        | -3.8                                        | 2.2                                         |
| Precipitación total (mm)                    | 86                                          | 75                                          | 77                                          | 50                                          | 44                                          | 36                                          | 50                                          | 53                                          | 66                                          | 74                                          | 90                                          | 94                                          | 795                                         |
| Nevadas (cm)                                | 50                                          | 44                                          | 30                                          | 18                                          | 9                                           | 0                                           | 0                                           | 0                                           | 5                                           | 16                                          | 39                                          | 46                                          | 257                                         |
| Días de precipitaciones (≥ )                | 16                                          | 16                                          | 15                                          | 13                                          | 12                                          | 12                                          | 10                                          | 10                                          | 11                                          | 12                                          | 14                                          | 15                                          | 156                                         |
| Días de nevadas (≥ 1 mm)                    | 12                                          | 12                                          | 10                                          | 7                                           | 5                                           | 0                                           | 0                                           | 0                                           | 3                                           | 9                                           | 10                                          | 11                                          | 79                                          |
| Horas de sol                                | 20                                          | 44                                          | 122                                         | 175                                         | 200                                         | 144                                         | 190                                         | 175                                         | 125                                         | 75                                          | 50                                          | 30                                          | 1350                                        |
| [cita requerida]                            |                                             |                                             |                                             |                                             |                                             |                                             |                                             |                                             |                                             |                                             |                                             |                                             |                                             |

## Sitios de interés
Actualmente la ciudad es conocida a nivel nacional por su gran oferta cultural, siendo el ejemplo más claro de ello, el museo Gerðarsafn. Abierto al público en 1994, en la que se expone el trabajo de numerosos artistas islandeses.
Otro lugar de interés es la Kópavogskirkja (iglesia construida en 1963), así como el Náttúrufræðistofa Kópavogs (Museo de Historia Natural), especializado en la geología y zoología de la isla.

## Ciudades hermanadas
Kópavogur ha firmado protocolos de hermanamiento de ciudades con:
- Tasiilaq, Groenlandia
- Klaksvík, Islas Feroe
- Mariehamn, Åland
- Norrköping, Suecia
- Odense, Dinamarca
- Tampere, Finlandia
- Trondheim, Noruega (desde 1946)[1]
- Nampa, Idaho, Estados Unidos
- Wuhan, China
- Riverton, Canadá